# Bampsia
Bampsia es un género con dos especies de plantas de flores perteneciente a la familia Scrophulariaceae. 

## Especies seleccionadas
- Bampsia lawalreana
- Bampsia symoensiana

- Datos: Q592364
- Especies: Bampsia